# Karlovo
Karlovo (en búlgaro: Карлово) es una ciudad de Bulgaria en la provincia de Plovdiv.

## Geografía
Se encuentra a una altitud de 453 m s. n. m. a 190 km de la capital nacional, Sofía.

## Demografía
Según estimación 2012 contaba con una población de 25770 habitantes.
|         | 2004   | 2005   | 2006   | 2007   | 2008   | 2009   | 2010   | 2011   |
| Mujeres | 12 900 | 12 831 | 12 769 | 12 667 | 12 620 | 12 503 | 12 365 | 11 913 |
| Varones | 12 059 | 11 956 | 11 844 | 11 745 | 11 696 | 11 629 | 11 432 | 11 018 |
| Total   | 24 959 | 24 787 | 24 613 | 24 412 | 24 316 | 24 132 | 23 797 | 22931  |